# Acceso Este a Ferrol
El Acceso Este a Ferrol o FE-11 es una autovía urbana conocida como la Carretera de la Trinchera, que va desde Ferrol hasta la carretera AC-862. Rodea la costa norte de la ría de Ferrol, permitiendo el acceso desde el este de Ferrol hasta Narón, y conecta con los polígonos industriales de la zona, con la Autopista del Atlántico (AP-9F) y con la carretera AC-862. Tiene 6,2 kilómetros de longitud, y la velocidad está limitada a 50 km/h en parte del recorrido y a 80 km/h en otra parte.
La autovía está diseñada para servir de ruta alternativa y evitar el colapso de la Carretera de Castilla en los municipios de Ferrol y Narón. El primer tramo, de 1,35 kilómetros de longitud, se construyó a mediados de los años 90 y se inauguró en 1996, entre el Acceso Sur a Ferrol (FE-14) y la rotonda del barrio naronés Virgen del Mar (justo al lado de la línea ferroviaria de Betanzos-Infesta-Ferrol). El segundo tramo se construyó a mediados de los años 2000, después de varios años de retraso y se abrió en el año 2008, desde el cruce que va al barrio naronés Virgen del Mar hasta Ponto, en Narón. Con esto se evita el colapso del tráfico de la Carretera de Castilla (AC-862) que tiene 1 carril por sentido sin posibilidad de duplicación,  con mucho tráfico de vehículos pesados como camiones. En septiembre de 2024, fue reabierto el tramo inicial a debido de las obras de la humanización y bulevar de la Avenida de las Pías (FE-14) con la construcción de la nueva glorieta de las conexiones de la misma FE-11 y FE-14.
Esta autovía urbana tiene 2 carriles por sentido, en algunos tramos la velocidad se limita a 60 km/h por las residencias cercanas a la autovía y están instaladas pantallas acústicas (entre La Gándara y Longras), en otro tramo la velocidad se limita a 80 km/h, entre la rotonda de Longras y Ponto, ambos en la localidad de Narón. Cuenta con 6 rotondas y un viaducto, además de los dos cruces con el Acceso Sur a Ferrol (FE-14) y la rotonda del barrio naronés Virgen del Mar.

## Tramos
| Denominación | Tramo                                                                              | Kilómetros | Año servicio |
| ------------ | ---------------------------------------------------------------------------------- | ---------- | ------------ |
| FE-11        | Avenida de las Pías FE-14 - La Gándara (Narón) Tramo original Glorieta de la FE-14 | 1,3 -      | 1996 2024    |
| FE-11        | La Gándara (Narón) - Carretera de Castilla AC-862                                  | 4,9        | 2008         |

## Trazado
| Velocidad | Esquema | Salida | Sentido Ponto (AC-862)                                                           | Carriles | Sentido Ferrol (FE-14) | Carretera   | Notas |
| --------- | ------- | ------ | -------------------------------------------------------------------------------- | -------- | --- | ----------- | ----- |
|           |         |        | Comienzo de la Autovía de Acceso Este a Ferrol FE-11 Procede de: Avenida Esteiro |          | Fin de la Autovía de Acceso Este a Ferrol FE-11 Incorporación final: Avenida Esteiro Dirección final: Ferrol Ensanches puerto |             |       |
|           |         |        | La Coruña Fene                                                                   |          | | FE-14 N-651 |       |
|           |         |        | E-1 AP-9 La Coruña Carretera de Castilla La Gándara N-651 La Coruña              |          | La Gándara N-651 La Coruña E-1 AP-9 La Coruña Carretera de Castilla                                                           | FE-13       |       |
|           |         |        | Carretera de Castilla La Gándara                                                 |          | La Gándara Carretera de Castilla                                                                                              |             |       |
|           |         |        | Calle Méndez Núñez                                                               |          | |             |       |
|           |         |        | O Espiño A Solana Jubia                                                          |          | O Espiño A Solana Jubia | AC-862      |       |
|           |         |        | Calle María Barbeito                                                             |          | |             |       |
|           |         |        | Calle Ferrol Calle Bispo Argaya                                                  |          | |             |       |
|           |         |        | Calle Colmeote                                                                   |          | |             |       |
|           |         |        | Avenida del Mar pol. industrial de La Gándara A Faisca La Gándara                |          | A Faisca La Gándara Avenida del Mar pol. industrial de La Gándara                                                             |             |       |
|           |         |        | O Couto                                                                          |          | |             |       |
|           |         |        | Ferrol La Coruña                                                                 |          | La Coruña Ferrol | E-1 AP-9    |       |
|           |         |        | factoría MEGASA                                                                  |          | |             |       |
|           |         |        | Ferrol Ortigueira                                                                |          | Inicio de la Autovía FE-11 | AC-862      |       |